# Estonia na Zimowych Igrzyskach Olimpijskich 1992
Zimowe Igrzyska Olimpijskie 1992 były pierwszymi dla Estonii po odzyskaniu niepodległości. Do Albertville pojechało 19 sportowców, 5 kobiet i 14 mężczyzn. Rywalizowali w 18 konkurencjach w 4 dyscyplinach sportowych. Chorążym był estoński łyżwiarz szybki występujący w latach 60. w barwach ZSRR. Ekipa nie zdobyła żadnego medalu, a najlepszym wynikiem było 6. miejsce Allar Levandi w konkursie indywidualnym w kombinacji norweskiej.

## Zawodnicy

### Biathlon
Kobiety
- Krista Lepik
- Eveli Peterson
- Jelena Poljakova-Všivtseva

| Konkurencja | Zawodniczka                                            | Czas      | Miejsce |
| ----------- | ------------------------------------------------------ | --------- | ------- |
| 7,5 km      | Jelena Poljakova-Všivtseva                             | 27:22.8   | 30.     |
| 7,5 km      | Krista Lepik                                           | 28:18.6   | 42.     |
| 7,5 km      | Eveli Peterson                                         | 29:31.4   | 58.     |
| 15 km       | Krista Lepik                                           | 53:51.4   | 11.     |
| 15 km       | Eveli Peterson                                         | 58:03.1   | 36.     |
| 15 km       | Jelena Poljakova-Všivtseva                             | 58:30.1   | 39.     |
| Sztafeta    | Jelena Poljakova-Všivtseva Eveli Peterson Krista Lepik | 1-23:16.2 | 9.      |

Mężczyźni
- Urmas Kaldvee
- Kristjan Oja
- Kalju Ojaste
- Aivo Udras
- Hillar Zahkna

| Konkurencja | Zawodnik                                            | Czas      | Miejsce |
| ----------- | --------------------------------------------------- | --------- | ------- |
| 10 km       | Hillar Zahkna                                       | 27:46.5   | 27.     |
| 10 km       | Urmas Kaldvee                                       | 27:52.9   | 31.     |
| 10 km       | Kalju Ojaste                                        | 29:13.2   | 59.     |
| 10 km       | Aivo Udras                                          | 29:28.4   | 61.     |
| 20 km       | Hillar Zahkna                                       | 1-01:57.4 | 34.     |
| 20 km       | Kalju Ojaste                                        | 1-02:05.8 | 37.     |
| 20 km       | Urmas Kaldvee                                       | 1-03:15.1 | 48.     |
| 20 km       | Kristjan Oja                                        | 1-04:15.9 | 57.     |
| Sztafeta    | Hillar Zahkna Aivo Udras Kalju Ojaste Urmas Kaldvee | 1-29:46.1 | 11.     |

### Biegi narciarskie
Kobiety
- Piret Niglas

| Wydarzenie   | Zawodniczka  | Czas      | Miejsce |
| ------------ | ------------ | --------- | ------- |
| 5 km         | Piret Niglas | 15:54.9   | 38.     |
| 15 km        | Piret Niglas | 48:58.4   | 39.     |
| 30 km        | Piret Niglas | 1-37:31.8 | 48.     |
| Bieg łączony | Piret Niglas | 31:36.6   | 45.     |

Mężczyźni
- Elmo Kassin
- Taivo Kuus
- Jaanus Teppan
- Urmas Välbe
- Andrus Veerpalu

| Wydarzenie   | Zawodnik                                              | Czas      | Miejsce |
| ------------ | ----------------------------------------------------- | --------- | ------- |
| 10 km        | Andrus Veerpalu                                       | 29:51.5   | 21.     |
| 10 km        | Elmo Kassin                                           | 29:52.0   | 22.     |
| 10 km        | Urmas Välbe                                           | 30:20.1   | 28.     |
| 10 km        | Taivo Kuus                                            | 32:28.0   | 67.     |
| 30 km        | Jaanus Teppan                                         | 1-29:30.9 | 31.     |
| 30 km        | Urmas Välbe                                           | 1-29:44.3 | 33.     |
| 30 km        | Andrus Veerpalu                                       | 1-31:06.1 | 44.     |
| 50 km        | Jaanus Teppan                                         | 2-17:15.1 | 39.     |
| 50 km        | Elmo Kassin                                           | 2-19:29.3 | 45.     |
| 50 km        | Taivo Kuus                                            | DNF       | DNF     |
| Bieg łączony | Elmo Kassin                                           | 41:16.1   | 18.     |
| Bieg łączony | Urmas Välbe                                           | 43:38.4   | 41.     |
| Bieg łączony | Andrus Veerpalu                                       | 43:41.7   | 42.     |
| Bieg łączony | Taivo Kuus                                            | 46:18.6   | 60.     |
| Sztafeta     | Andrus Veerpalu Jaanus Teppan Elmo Kassin Urmas Välbe | 1-46:33.3 | 10.     |

### Kombinacja norweska
Mężczyźni
- Peter Heli
- Allar Levandi
- Ago Markvardt
- Toomas Tiru

| Konkurencja   | Zawodnik                               | Skoki  | Skoki   | Bieg      | Bieg    | Kombinacja | Kombinacja |
| Konkurencja   | Zawodnik                               | Punkty | Miejsce | Czas      | Miejsce | Strata     | Miejsce    |
| ------------- | -------------------------------------- | ------ | ------- | --------- | ------- | ---------- | ---------- |
| indywidualnie | align=left Allar Levandi               | 206.4  | 14.     | 43:34.8   | 5.      | +1:34.1    | 6.         |
| indywidualnie | Ago Markvardt                          | 199.0  | 23.     | 46:21.9   | 25.     | +5:10.5    | 23.        |
| indywidualnie | Peter Heli                             | 182.0  | 38.     | 46:15.1   | 24.     | +6:57.0    | 31.        |
| indywidualnie | Toomas Tiru                            | 170.9  | 44.     | 50:13.1   | 38.     | +12:09.0   | 42.        |
| Drużynowo     | Ago Markvardt Peter Heli Allar Levandi | 525.9  | 10.     | 1-23:20.9 | 4.      | +9:40.4    | 9.         |

### Łyżwiarstwo figurowe
Kobiety
- Olga Vassiljeva

| Konkurencja | Zawodniczka     | Punkty | Miejsce |
| ----------- | --------------- | ------ | ------- |
| Solistki    | Olga Vassiljeva | 31.5   | 21.     |